# Orde van de Draak (Hongarije)
De Orde van de Draak (Duits: "Drachenorden", Latijn: "Ordo Equestris Draconis in Hungaria", "Societas Draconistarum" of "Societas Draconis" genoemd) was een in 1408 opgerichte Hongaarse adelsorde.

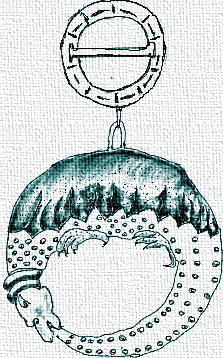
Reconstructie van het kleinood van de Orde gebaseerd op schetsen in Oostenrijkse musea, zie ook ouroboros

## Oprichting van de Orde
De Orde van de Draak werd door keizer Sigismund, koning van Hongarije, en zijn tweede echtgenote Barbara von Cilli op 12 december 1408 - naar het voorbeeld van de Orde van Sint-Joris, die in 1326 door Karel I van Hongarije was gesticht - ingesteld.
Als schutspatroon koos Sigismund Sint Joris de drakendoder en patroonheilige van de ridderstand en Margareta van Antiochië. Deze Heilige zou volgens de Legenda Aurea in levenden lijve door een draak zijn verzwolgen maar, door de genade Gods, weer ongekwetst zijn uitgespuugd.
Zinnebeeld van de Orde was een draak. De door de ridders gedragen draak had zijn staart om de hals geslagen als een Ouroboros, het symbool van de eeuwigheid. Ridders droegen, zo blijkt uit afbeeldingen een dergelijke draak van goud aan een keten om de hals of geborduurd op de kleding. Ordesterren en linten bestonden in Europa in deze tijd nog niet. Na 1418 kreeg de Orde het motto "O quam misericors est deus justus et pius" (Latijn:"O hoe barmhartig is God, rechtvaardig en toegewijd").De ridders verplichtten zich om het Christendom te verdedigen. Sigismund, de eerste grootmeester van de Orde, liet zich in 1437 met de draak om de hals begraven.
In de loop der jaren werd het teken van de Orde vaak veranderd, maar draak en kruis bleven steeds zichtbaar. In het begin als een rood kruis op een zilveren achtergrond, later op een zwarte achtergrond.

### Lezing van de oorsprong van de Orde van de Draak
De oorsprong van de Orde wordt door sommige bronnen gezien in een in voor 1389 ingesteld geheim genootschap in Servië. Deze “Geheime Orde van de Draak van Sint Joris” zou door Miloš Obilić zijn ingesteld en twaalf ridders hebben geteld. Zij zouden hebben gezworen dat zij de sultan van Turkije ter dood zouden brengen en droegen een draak op hun helm. Er is een afbeelding van Miloš Obilić bekend waarop hij een schild waarop een zon met 12 stralen is afgebeeld. Zijn helm is met een draak versierd.
Op 15 juni 1389 werd Murat I door Miloš Obilić in Kosovo vermoord. Miloš wist onder het voorwendsel een deserteur te zijn in het Turkse legerkamp binnen te dringen en stak de sultan daar met een mes neer. Murads zoon en opvolger, sultan Beyazid I, nam wraak door alle Servische krijgsgevangen en ook Miloš Obilić ter dood te laten brengen.
Slechts een van de twaalf samenzweerders overleefde, hij werd de leraar van de Servische prins Stefan Lazarević, zoon van de in Kosovo gesneuvelde koning Lazar.
Prins Stefan Lazarević, na de verpletterende nederlaag van zijn vaders leger een vazal van Hongarije, was in 1408 een van de eerste 24 ridders van de door Sigismund ingestelde Orde van de Draak en werd op de lijst van ridders als eerste, voor de koningen van Napels en Denemarken, genoemd.
In de bovenstaande lezing wordt het ontstaan van de Orde van de Draak gekoppeld aan de Servische geschiedenis en de verbeten strijd van de christelijke koninkrijken op de Balkan tegen de oprukkende Turken. Het is niet duidelijk of het hier om een legende gaat. De gedeelde naam en het helmteken in de vorm van de draak kunnen ook toevallige overeenkomsten zijn.
De oudste gedrukte bronnen over de Orde stammen uit 1707 zodat wij naar de ontstaansgeschiedenis alleen kunnen gissen. De lijst van de ridders is wel historisch betrouwbaar.

### De eerste 24 ridders van de “Societas Draconistrarum” in 1408
- Sigismund van Luxemburg, keizer van het Heilige Roomse Rijk, koning van Hongarije.
- Stefan Lazarević.
- Koning Alfons V van Aragón.
- Koning Ladislaus II van Polen.
- Vytautas de Grote, groothertog van Litouwen.
- Hertog Ernst I van Oostenrijk.
- Koning Christoffel III van Denemarken, ook hertog van Beieren.
- Pipo van Ozora.
- Graaf Hermann II. von Cilli, schoonvader van keizer Sigismund.
- Graaf Friedrich II. von Cilli, zwager van keizer Sigismund.

### Groei van de Orde in de 15e eeuw

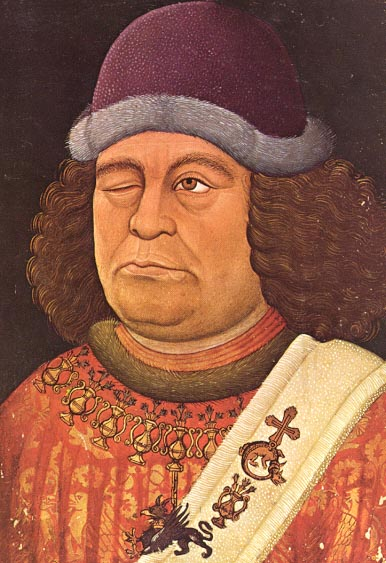
Oswald von Wolkenstein (ca. 1376–1445; portret ca. 1432). De dichter draagt vier Orden waaronder de Orde van de Draak die als bovenste op de sjerp is bevestigd.

In 1431 werden nieuwe ridders benoemd. Een opvallende benoeming was die van Vlad II van Walachije, die regeerde en bekend werd als Vlad II Dracul. Vlad II was heerser van Transsylvanië en Wallachije. Misschien verwijst zijn bijnaam “Dracul” (Roemeens: “Met de draak”), in het Nederlands in verbasterde vorm doorgedrongen als “Dracula”, naar het door hem gedragen ordeteken.
 Het Latijnse kruis wordt bij Vlad een Hongaars dubbelkruis. Vlad liet munten slaan met zijn beeltenis en op de keerzijde een draak.

De zoon van Vlad was de beruchte Vlad Ţepeş, bijgenaamd “de spietser”. Deze wrede heerser was geen ridder in de Orde van de Draak. Vlad Ţepeş werd door Bram Stoker als model voor zijn fantastische "Dracula" roman gekozen.

Andere ridders waren:
- Nicolae von Gara
- Stibor von Stibericz
- De Ban van Severin
- Oswald von Wolkenstein
- Wladyslaw II Jagiello, koning van Polen
- Hendrik V, koning van Engeland

Ook leden van de Italiaanse families Scaliger en Gara werden in de Orde opgenomen.
De gegroeide Orde voerde ook graden in en de ridders droegen nu kleinoden die bij een bepaalde rang in de Orde hoorden. Een Hongaarse geestelijke, Eberhard bisschop van Oradea, kanselier van het gerechtshof, schreef de statuten van de Orde waarin de strijd tegen heidenen en Hussieten (maar uitdrukkelijk niet tegen de orthodoxe christenen) en de trouw aan de koning en de koninklijke familie als doelstellingen van de Orde werden beschreven.

Tijdens de regering van koning Sigismund speelde de Orde van de Draak een grote rol in het politieke leven van Hongarije.

Deze statuten zijn in een kopie uit 1707 bewaard gebleven in de bibliotheek van Boekarest.
 De Orde heeft geen ordetekenen en weinig documenten nagelaten. Op het portret van Oswald von Wolkenstein staat de Orde van de Draak duidelijk afgebeeld, maar er is helaas geen enkel authentiek kleinood van de Orde bewaard gebleven. Wij moeten afgaan op tekeningen van zoekgeraakte kleinoden.

### Kleinoden van de Orde

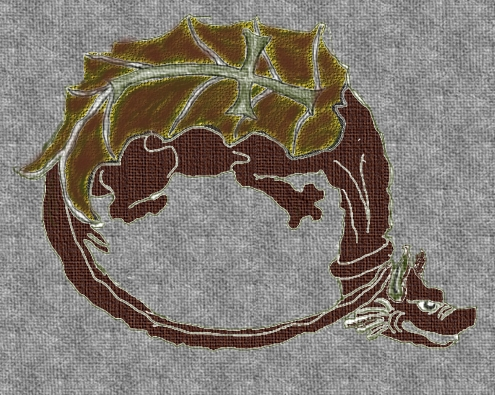
Reconstructie van het borduurwerk op de kleding van de ridders.

Duidelijk is dat het insigne van de Orde een draak was. Deze draak had zijn staart meerdere malen om de eigen hals geslagen. Op de rug van de draak bevond zich een gouden veld met een kruis van Sint-Joris. De leden droegen te allen tijde een draak of een medaillon met een afbeelding van de draak en namen de draak ook op in hun wapenschild. Menigeen werd ook met zijn draak begraven.
De draken waren voorzien van inscripties. O Quam Misericors est Deus (Latijn: “O hoe genadig is God”) en Justus et Paciens (Latijn: “Rechtvaardig en vredelievend”) zijn bekend.
De dood van Sigismund in 1437 was een zware slag voor de Orde. De Orde van de Draak geraakte in de daaropvolgende jaren, een periode waarin Hongarije grotendeels door de Turken werd veroverd, in vergetelheid.

## Een hedendaagse draak
- Het Keizerlijke en Koninklijke Drakenhof en de Drakenorde (Engels: The Imperial and Royal Dragon Court and Order) is een hedendaagse Orde die in zichzelf de voortzetting van de oude Orde van de Draak ziet. De Orde is als een Pseudo-Orde te beschouwen die de draak steekt met de oude Europese ridderorden.

In spelletjes en in de popmuziek is de Orde van de Draak terug te zien. Voorbeelden zijn:
- De metal band Cradle of Filth heeft een officiële fanclub die The Order of the Dragon heet.
- De Orde van de Draak figureert in Elizabeth Kostova's roman The Historian. In dit boek zijn de ridders de trawanten van Ţepeş die hier ook Dracula heet te zijn. De roman is een fantasie.
- In het spel World of Darkness komt een gezelschap voor dat Ordo Dracul heet en door Dracula gesticht zou zijn.
- Ook komt de Orde aan bod in de Netflix Original Hemlock Grove, als een stel weerwolvenjagers.

## Afbeeldingen
- Th. v. Bogyay: Artikel „Drachenorden“ , in: Lexikon des Mittelalters, Band 3, München 1986, ISBN 3-7608-8903-4, S. 1346
- Wladyslaw Kuzdrzal-Kicki: Der Drachenorden: Genese, Gründung und Entartung. Dokumentation und Schlußfolgerungen, Bd. 1, München 1978, ISBN 3-921513-15-4
- Georg Janesch-Troll / Hans Mendgen (Hrsg.): Marienburg im Burzenland: Zur Geschichte der einstigen Ritterorden-Gemeinde in Siebenbürgen, Bielefeld 1987, ISBN 3-7694-0419-X
- Ralf-Peter Märtin: Dracula, Das Leben des Fürsten Vlad Tepes, Neuausgabe der ersten Auflage, Berlin 2004, ISBN 3-8031-2396-8
- Abbildung und Beschreibung aller Ritterorden in Europa, Reprint der Orig.-Ausg. Augsburg 1792, Holzminden 1999?, ISBN 3-8262-1807-8